# Regeringsformatie België december 2008
Na de val van de regering-Leterme I op 22 december 2008 ging de formatie van een nieuwe federale regering van start. Op 30 december 2008 nam de Regering-Van Rompuy het roer over. Gedurende die acht dagen bleef de regering-Leterme aan als regering van lopende zaken.

## Aanloop naar de formatie
Op 20 december 2008 bood premier Yves Leterme aan koning Albert II het ontslag van de regering-Leterme I aan, nadat het Hof van Cassatie een rapport had vrijgegeven waarin werd gemeld dat politici druk hadden uitgeoefend op de rechters die moesten buigen over onregelmatigheden bij de verkoop van Fortis Bank aan de Franse bankgroep BNP Paribas, waardoor het principe van de scheiding der machten werd geschonden. Na consultaties met de voorzitters van de vijf regeringspartijen (CD&V, Open Vld, PS, MR en cdH) en de voorzitters van de Kamer en Senaat (respectievelijk Herman Van Rompuy en Armand De Decker) besloot de koning op 22 december het ontslag van de regering te aanvaarden.

## Verloop van de formatie

### Verkenner Wilfried Martens (22 december - 28 december 2008)

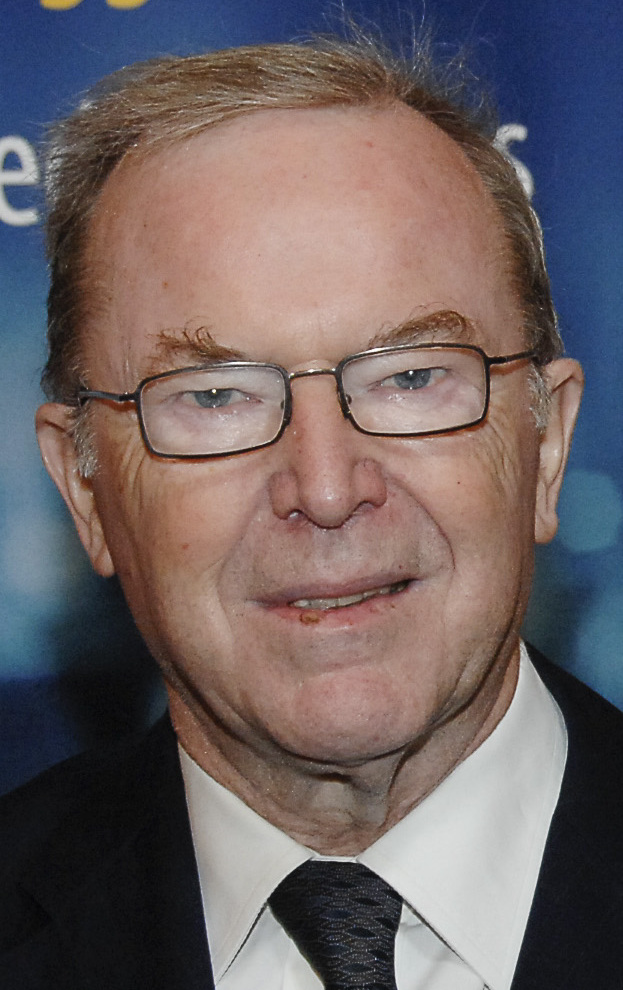
Wilfried Martens.

Dezelfde dag werd oud-premier Wilfried Martens door koning Albert II aangesteld als verkenner. Martens moest hiervoor in allerijl terugkeren uit Disneyland Parijs, waar hij met zijn echtgenote Miet Smet en zijn kinderen op vakantie was. Hij werd ontvangen op het Kasteel van Laken en kreeg de opdracht om uit te zoeken wat de mogelijke oplossingen waren voor de regeringscrisis.
Op 23 december hield Martens zijn eerste raadplegingen. Eerst sprak hij met Kamervoorzitter Van Rompuy en Senaatsvoorzitter De Decker, gevolgd door ontslagnemend eerste minister Yves Leterme en de voorzitters van de regeringspartijen, Bart Somers (Open Vld), Didier Reynders (MR), Joëlle Milquet (cdH), Elio Di Rupo (PS) en Marianne Thyssen (CD&V). Dezelfde dag sprak hij met vier van de vijf vicepremiers in de uittredende regering. Op 24 december sprak de verkenner met ontslagnemend CD&V-vicepremier Jo Vandeurzen en de voorzitters van de oppositiepartijen, Caroline Gennez (sp.a), Mieke Vogels (Groen!), Bart De Wever (N-VA), Jean-Michel Javaux (Ecolo) en Jean-Marie Dedecker (Lijst Dedecker). Het rechts-radicale Vlaams Belang werd niet bij de besprekingen betrokken.
Zodra de regering-Leterme gevallen was, werd druk gespeculeerd over wie de nieuwe premier moest worden. Yves Leterme meldde al dat hij geen kandidaat was om deel uit te maken van de nieuwe regering. Didier Reynders ambieerde het premierschap niet. Verkenner Wilfried Martens moest proberen om Jean-Luc Dehaene te overtuigen om opnieuw premier te worden. Dehaene zag een periode als overgangspremier wel zitten, maar hij wilde alleen aanblijven tot aan de regionale en Europese verkiezingen van juni 2009, waarbij hij de ambitie had om de Europese CD&V-lijst te trekken. Ook was hij gewonnen voor vervroegde federale verkiezingen in juni 2009 en zag hij de regering graag aangevuld worden met sp.a.
Op 26 december bracht Martens tussentijds verslag uit bij de koning. Daaruit bleek dat de vijf regeringspartijen wilden voortregeren tot in 2011, wanneer er opnieuw verkiezingen voorzien waren, en dat er een geen andere partijen in de regering zouden komen. Hierdoor werd ook duidelijk dat Dehaene niet opnieuw premier zou worden, ook omdat zijn kandidatuur op weerstand van de liberale partijen botste. Vervolgens kwam Kamervoorzitter Herman Van Rompuy in beeld, die met zijn degelijk imago zowel bij de Vlaamse als Franstalige partijen goed lag, maar had aangegeven dat hij het premierschap niet zag zitten.. Nadat de politieke druk op hem steeds zwaarder werd, stemde Van Rompuy er uiteindelijk toch mee in om premier te worden.

### Formateur Van Rompuy (28 december - 30 december 2008)

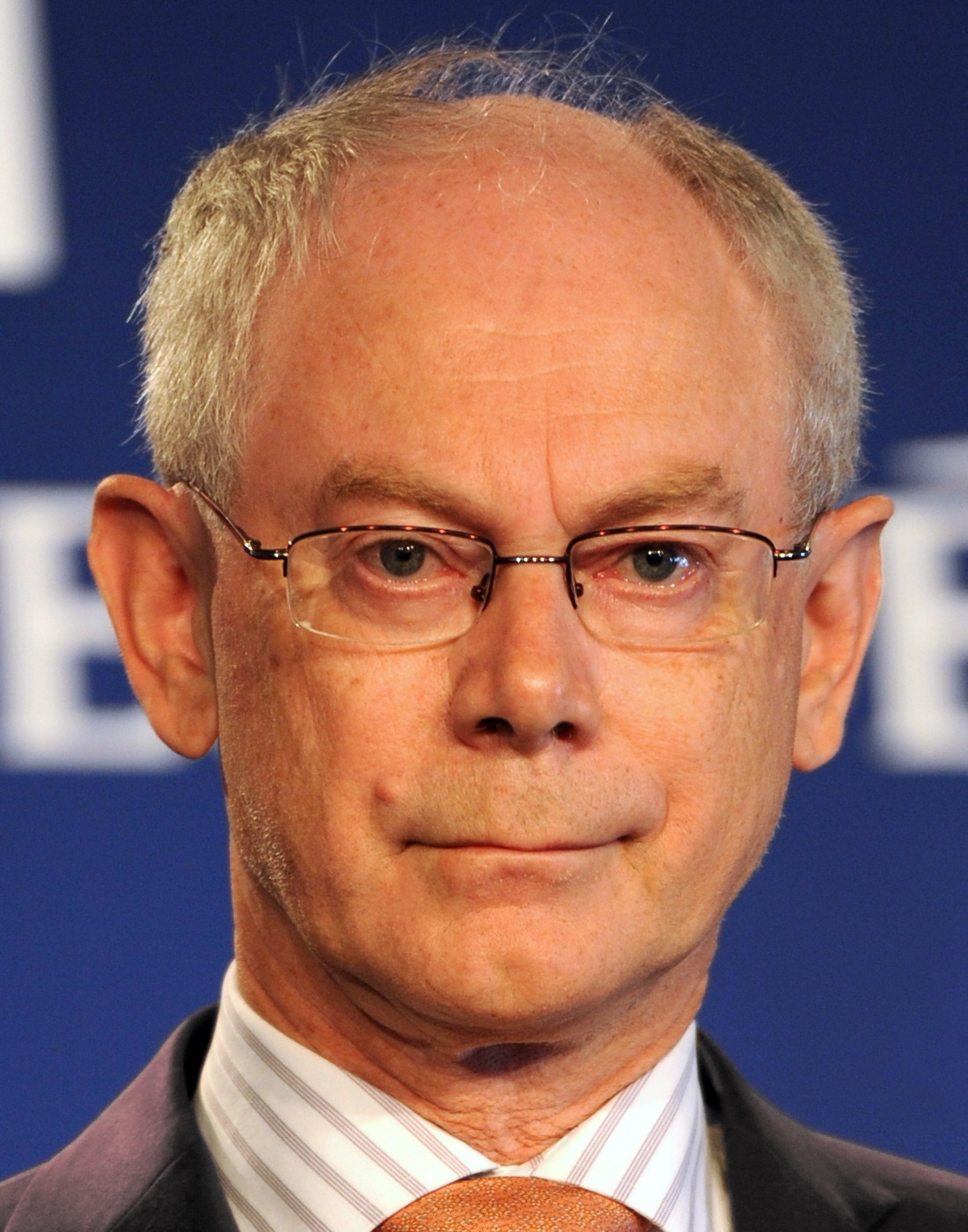
Herman Van Rompuy.

Op 28 december diende verkenner Martens aan de koning zijn eindrapport over zijn consultatieronde in en werd hij van zijn opdracht ontheven. Dezelfde avond nog werd Herman Van Rompuy ontboden op het paleis. Hij werd aangesteld tot formateur en kreeg de opdracht om zo snel mogelijk een nieuwe regering samen te stellen.
De volgende dag overlegde de formateur in de ambtswoning van de Kamervoorzitter met de voorzitters van de vijf regeringspartijen. Na urenlange onderhandelingen werd een princiepsakkoord bereikt. Hierbij werd afgesproken dat het regeerakkoord van de regering-Leterme I zou worden gehandhaafd. Herman Van Rompuy zou als Kamervoorzitter worden opgevolgd door minister van Binnenlandse Zaken Patrick Dewael (Open Vld), die in deze functie werd opgevolgd door Guido De Padt, voormalig burgemeester van Geraardsbergen. Ontslagnemend minister van Justitie Jo Vandeurzen (CD&V), die net als Leterme in opspraak was gekomen in de Fortiszaak, werd vervangen door Stefaan De Clerck, die deze functie al van 1995 tot 1998 had bekleed. Ook werd beslist hoe de parlementaire onderzoekscommissie naar de afwikkeling van de financiële crisis en de verkoop van Fortis Bank aan BNP Paribas te werk zou mogen gaan. Op 30 december werd de laatste hand gelegd aan de tekst van de regeerverklaring die Van Rompuy zou afleggen in de Kamer en dezelfde dag nog legde regering-Van Rompuy de eed af in handen van de koning. Op het laatste moment werd ook Inge Vervotte vervangen als minister van Overheidsbedrijven en Ambtenarenzaken, die werd opgevolgd door Steven Vanackere, tot voor kort Vlaams minister. Vervotte had het moeilijk met de leden van de nieuwe regering, en noemde het onaanvaardbaar dat enkel Yves Leterme en Jo Vandeurzen werden vervangen. Ze nam dezelfde avond nog ontslag.
De nieuwe regering verklaarde zich akkoord verder te werken met volledige bevoegdheid tot de volgende federale verkiezingen in 2011. Op 31 december 2008 werd de nieuwe regering gestemd in de Kamer. Van Rompuy bleef uiteindelijk premier tot in november 2009, toen hij werd aangeduid als eerste permanente voorzitter van de Europese Raad, waarna Yves Leterme opnieuw deze functie ging bekleden. De regering-Leterme II zou in april 2010 ten val komen, waarna alsnog vervroegde verkiezingen werden uitgeschreven.
1919 · 1920 · 1921 · 1923 · 1924 · 1925 · 1926 · 1927 · 1929 · 1931 · mei 1932 · okt. 1932 · dec. 1932 · jun. 1934 · nov. 1934 · 1935 · 1936 · 1937 · 1938 ·  feb. 1939 · apr. 1939 · 1940 · 1944 · 1945 · feb-mrt 1946 · jul-aug 1946 · 1947 · 1948 · 1949 · jun 1950 · aug 1950 · 1952 · 1954 · jun. 1958 · nov. 1958 · 1961 · 1965 · 1966 · 1968 · 1971/72  · 1972/73 · 1974 · 1977 · 1978 · 1978/79 · apr.-mei 1980 · okt. 1980 · apr. 1981 · nov.-dec. 1981 · 1985 · oktober 1987 · 1987/88 · 1991/92 · 1995 · 1999 · 2003 · 2007 · 2008 · 2010/11 · 2014 · 2019/20 · 2024/25